# Nikolai Kuznetsov (ciclista soviètic)
|  | No confondre amb el posterior ciclista Nikolai Kuznetsov |

Nikolai Kuznetsov (en rus Николай Кузнецов) fou un ciclista soviètic, especialista en pista. Del seu palmarès destaca la medalla de plata al Campionat del món de persecució per equips de 1981.

## Palmarès
- 1978
  -  Campió del món júnior en Persecució per equips (amb Víktor Manakov, Aleksandr Krasnov i Ivan Mitchenko)
- 1982
  -  Campió de la Unió Soviètica en Madison (amb Víktor Manakov)